# Ӛ

## Représentations informatiques
Le schwa tréma peut être représenté avec les caractères Unicode suivants :
- précomposé (cyrillique) :

| formes    | représentations | chaînes de caractères | points de code | descriptions                            |
| --------- | --------------- | --------------------- | -------------- | --------------------------------------- |
| capitale  | Ӛ               | Ӛ                     | U+04DA         | lettre majuscule cyrillique schwa tréma |
| minuscule | ӛ               | ӛ                     | U+04DB         | lettre minuscule cyrillique schwa tréma |

- décomposé (cyrillique, diacritiques):

| formes    | représentations | chaînes de caractères | points de code | descriptions                                        |
| --------- | --------------- | --------------------- | -------------- | --------------------------------------------------- |
| capitale  | Ӛ               | Ә◌̈                    | U+04D8 U+0308  | lettre majuscule cyrillique schwa diacritique tréma |
| minuscule | ӛ               | ә◌̈                    | U+04D9 U+0308  | lettre minuscule cyrillique schwa diacritique tréma |